# Dysdera diversa
Dysdera diversa là một loài nhện trong họ Dysderidae.
Loài này thuộc chi Dysdera. Dysdera diversa được miêu tả năm 1862 bởi Blackwall.